# Silikou
Silikou (en griego: Σιλίκου) es un pueblo situado en el Valle del río Kouris en el Distrito de Limassol, aproximadamente 25 km al noroeste de la ciudad de Limassol y a 3 km al suroeste de Trimiklini. El origen del nombre es oscuro. Se piensa que debe derivar de alguna manera de schyllos, que significa "perro" en griego, pero otras fuentes sugieren que es la abreviatura de vasilikou, que significa "real" en griego. Turco-chipriotas adoptaron el nombre alternativo de Silifke en 1958 que es el nombre de una ciudad en Turquía y la versión corrupta de Cilicia.

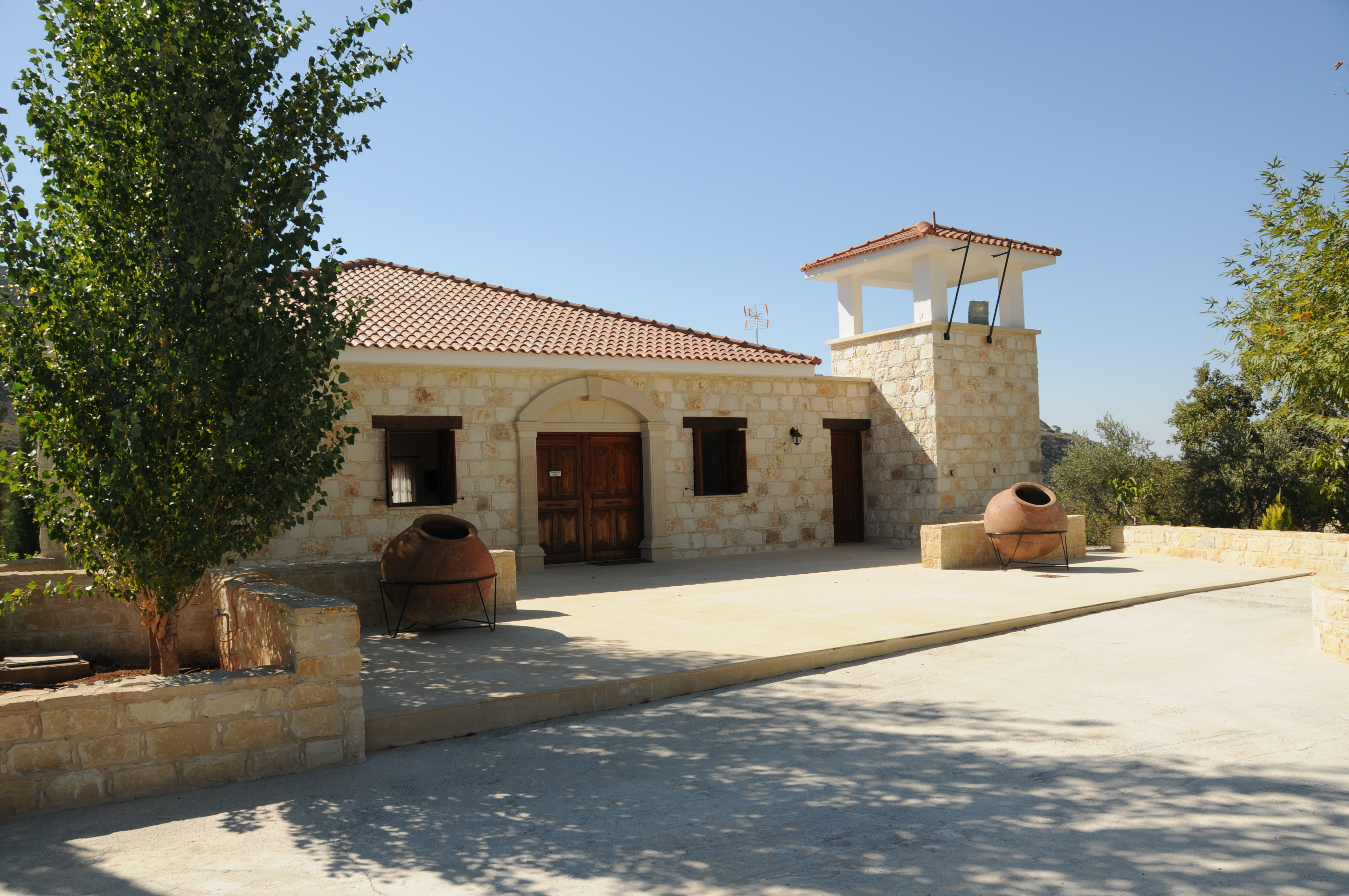
Bodega vinícola en Silikou

## Población histórica
A lo largo de los períodos otomano y británico, la población de la aldea era mixta. Según el censo de 1831, los musulmanes (turco-chipriotas) constituían la mayoría; sin embargo, en 1891 el censo británico registró que los greco-chipriotas constituían la mayoría (53%). Durante el período británico, la proporción greco-chipriota de la población se incrementó aún más, pasando de un 53% en 1891 al 61% en 1960 llegando a su máximo histórico con 510 habitantes en 1946.

## Desplazados
Nadie fue desplazado durante los años de revueltas sociales de finales de los 50. El primer desplazamiento relacionado con el conflicto tuvo lugar en enero de 1964, cuando la mayoría de los turco-chipriotas huyeron del pueblo y buscaron refugio en Paramali/Cayonu (274), Kantou/Çanakkale (265), Kato Polemidia/Binatlı (277) y la ciudad de Limassol (269). Sin embargo, casi un tercio regresó a su aldea después de 1968. Se registraron 55 turcochipriotas que se alojaban en el pueblo en 1971 y también que el gobierno de la República de Chipre había reparado algunas de las casas dañadas, la escuela turco-chipriota del pueblo y la mezquita. En julio de 1974, tanto los turco-chipriotas que habían regresado a la aldea y los que habían permanecido en otras partes fueron desplazados una vez más, ya que todos ellos huyeron a la zona de soberanía británica. Todos ellos fueron evacuados al norte de Chipre a través de Turquía en febrero de 1975. Fueron reasentados principalmente en aldeas cerca de Morphou como Prastio/Aydınköy (91) y Kato Zodia/Aşağı Bostancı (83).

## Población actual
Actualmente el pueblo sólo está habitado por sus pobladores greco-chipriotas originales. El último censo chipriota de 2001 dio una población total de 98 habitantes.